# Dolone
Dolone (in greco antico: Δόλων?, Dólōn) è un personaggio della mitologia greca, menzionato nell'Iliade tra i troiani che combatterono contro i greci nella guerra seguita al ratto di Elena da parte di Paride.

## Mitologia

### Le origini
Unico figlio maschio del ricco e nobile Eumede, un Eraclide stabilitosi a Troia, Dolone era un araldo del re Priamo, e il più brutto tra tutti coloro che presero parte alla difesa della città: nonostante l'età non più tanto giovane, era ancora in grado di correre agilmente.
Egli è protagonista del decimo canto dell'Iliade, definito appunto da alcuni studiosi "Doloneide" (e ritenuto un'aggiunta tarda).
(Omero, Iliade, Canto X)

### La morte
Quando Ettore ordinò di sistemare un accampamento durante la notte nel bel mezzo del campo di battaglia dopo aver arresto l'avanzare dei greci, costringendoli quindi a rientrare all'interno dell'accampamento, chiese l'aiuto di un volontario per spiare le mosse degli achei infiltrandosi all'interno del loro campo. Dolone accettò la proposta, chiedendo però in ricompensa i cavalli di Achille. Ettore accettò. Dolone, con indosso una pelle di lupo e un copricapo di martora, entrò in ricognizione. Nello stesso momento però, Diomede e Ulisse si dirigevano nell'accampamento dei troiani come spie. Fermato dai due guerrieri greci Dolone fu costretto a rivelare la suddivisione del campo troiano. Rivelò tra l'altro che erano giunti da poco i guerrieri traci guidati dal giovane re Reso, che portava con sé due splendidi cavalli bianchi. Dolone venne poi decapitato da Diomede dopo averlo invano supplicato che lo risparmiasse: la testa recisa del troiano non esaurì subito le funzioni vitali, ma rotolò nella polvere mentre ancora parlava.
 " Lo guatò bieco Dïomede, e disse:

«Da che ti spinse in poter nostro il fato,

Dolon, di scampo non aver lusinga,

benché tu n'abbia rivelato il vero.

Se per riscatto o per pietà disciolto

ti mandiam, tu per certo ancor di nuovo

alle navi verresti esploratore,

o inimico palese in campo aperto.

Ma se qui perdi per mia man la vita,

più d'Argo ai figli non sarai nocente.»

Disse; e il meschino già la man stendea

supplice al mento; ma calò di forza

quegli il brando sul collo, e ne recise

ambe le corde. La parlante testa

rotolò nella polve "
(Omero, Iliade, X, traduzione di Vincenzo Monti)
Diomede entrò quindi nella tenda di Reso, uccidendolo con la spada mentre dormiva. Gli indumenti e l'arco di Dolone furono portati al campo greco insieme con i cavalli di Reso, e consacrati ad Atena.
Dolone lasciò un figlio adolescente, Eumede (al quale aveva dato lo stesso nome di suo padre), destinato a morire in un successivo conflitto, quello tra i profughi troiani guidati da Enea contro i Rutuli di Turno, in Italia; così secondo il dodicesimo libro dell'Eneide.

## Il ruolo enciclopedico ed educativo del personaggio
In greco, δόλος significa "inganno" ed esso è proprio il sentimento che caratterizza Dolone. Si noti come Omero definisce il suo abbigliamento, infatti indossa una pelle di lupo e un cappello di martora, che sono sinonimo di astuzia mista a fraudolenza, e, conseguentemente, di inganno.
Omero conferma poi le caratteristiche particolari del personaggio quando quest'ultimo tenta di salvarsi la vita indicando a Ulisse l'ubicazione dell'accampamento troiano. Stratagemma che poi non riesce e lo condanna a morire da traditore.

## Dolone e la figura dell'antieroe
Dolone è la tipica figura dell'antieroe, in quanto non combatte per la gloria ma per sete di guadagno, il che lo porterà ad andare incontro alla rovina. In primo luogo è brutto d'aspetto e come nel caso dell'altro antieroe omerico, Tersite, nel codice eroico un fisico sgradevole è sinonimo di viltà e meschinità; inoltre è veloce di piedi, il che, da un lato, lo rende adatto a una rapida incursione nel campo nemico, ma, dall'altro, sembra insinuare anche una certa propensione alla fuga come qualità dominante del personaggio. Dolone si offre per la missione voluta da Ettore, ma non pensa nemmeno a chiedere prudentemente un compagno, poiché come ribadito, il suo primo interesse è di garantirsi un premio spropositato, ovvero il carro e i cavalli di Achille. Si mostra poi stolto, poiché cade nel tranello dei Greci: si ferma ad aspettare i nemici, sperando che siano i Troiani venuti per portargli nuove disposizioni di Ettore, finché riesce a distinguere il loro aspetto, arrestandosi terrorizzato quando la lancia nemica lo sfiora. La paura sconvolge sia i suoi lineamenti sia la sua capacità di ragionare: infatti da spia si trasforma in un delatore, rivelando molto di più di quello che l'astuto Odisseo gli domanda. Pensando che i Greci abbiano il suo stesso sistema di valori, offre loro immense richieste di riscatto, mentre per discolparsi (attribuisce, infatti, a Ettore la responsabilità dell'incursione e della ricompensa straordinaria), rivela senza scrupoli la struttura del campo troiano, tentando di condurre i nemici verso un bottino allettante. Nulla di tutto ciò, però, è sufficiente a salvargli la vita: per Dolone infatti la morte arriva quasi inattesa, quando il troiano è convinto di aver acquistato la fiducia degli avversari; ma Odisseo lo ha solo genericamente rassicurato, senza promettergli nulla, e Diomede, ottenute le informazioni, tronca il capo al traditore con brutalità, ignorando i gesti e le parole del supplice. L'ottica guerriera dell'Iliade considera fuori luogo ogni gesto di pietà, tanto più nei confronti di un personaggio descritto come debole e stolto.